# Schellinski
Schellinski ist eine Musikgruppe aus Vorarlberg, die Lieder im Vorarlberger Dialekt veröffentlicht. Die Texte stammen zum Teil  von Michael Köhlmeier. Der Name leitet sich von der Kartenfarbe „Schelle“ des in Vorarlberg weit verbreiteten Kartenspieles „Jass“ ab.

## Besetzung
- Walter Schuler: Elektro- und Akustik-Gitarren, Bass, Percussion, Gesang
- Bernie Weber: Gesang, Akkordeon, Harmonium, Mundharmonika
- Roman Lorenz: Tasteninstrumente, Bass, Gitarre, Gesang

ausgeschiedene Mitglieder:
- Markus Kreil: Kontrabass
- Thomas Fend: Schlagzeug, Percussion

Die Band besteht personell aus ehemaligen Mitgliedern der 1998 aufgelösten Vorarlberger Country-/Folk-Rockband Twist of Fate. Auch die ausgeschiedenen Mitglieder kamen aus dieser Formation. Auf der 2011 erschienenen CD Moatlaschmecker war Markus Dürst als Gastmusiker dabei.

## Diskografie
- 2004: Tränavogel
- 2005: Us m Sack
- 2008: Herz Schmerz Hotel
- 2011: Moatlaschmecker (Vertrieb: Hoanzl)